# Timoucha
Timoucha (en arabe : طيموشة) est un feuilleton télévisé algérien en 73 épisodes d'une durée de 30 minutes, réalisé par Mouzahem Yahia, d'après un scénario de Sara Berretima. Le feuilleton est diffusé entre le 24 avril 2020 et le 27 mars 2025 sur l'ENTV et Samira TV.

## Synopsis
Timoucha, une jeune demoiselle bardée de diplômes, travaillant comme assistante dans une boîte de pub appelée « Data Com », une entreprise dont le plus important critère d'embauche semble être… la beauté, l‘image et les apparences !

## Distribution principale
- Mina Lachter
- Khaled Benaïssa
- Yasmina Abdelmoumen
- Numidia Lezoul
- Abdelkrim Derradji
- Aida Ababsa
- Fouzi Benbrahim
- Mohammed Aberkane
- Faiza Louail
- Allaoua Zermani

## Référence
1. ↑  « Timoucha », sur TV Time (consulté le 29 mai 2025)
2. ↑   [vidéo] « Timoucha, Série TV, Comédie, 2020 | Crew United » (consulté le 29 mai 2025)